# Reinhold Kubik
Reinhold Kubik (* 22. März 1942 in Wien; † 25. Mai 2024 in ebenda) war ein österreichischer Musikwissenschaftler, Pianist und Dirigent.

## Werdegang
Kubik absolvierte die Matura 1960 in Wien am Humanistischen Gymnasium der Leopoldstadt. Er studierte Klavier, Komposition, Dirigieren bei Hans Swarowsky an der Wiener Musikhochschule. Promoviert wurde er 1980 an der Universität Erlangen-Nürnberg.
Während seiner beruflichen Laufbahn wirkte Kubik von 1966 bis 1974 als Kapellmeister an der Deutschen Oper am Rhein in Düsseldorf und Duisburg sowie vielen anderen Städten Europas wie Lille, Barcelona und Ljubljana. Er war auch Pianist, Komponist, Chorleiter und Dozent (ab 1980). Kubik war Cheflektor des Hänssler Verlages in Stuttgart. An der Wiener Musikhochschule, in Nürnberg, Karlsruhe und London unterrichtete er und wurde 1987 Professor an der Yale University, USA.
Von 1993 bis 2012 war er Leitender Herausgeber der Kritischen Gesamtausgabe der Werke Gustav Mahlers und Vizepräsident der Internationalen Gustav Mahler Gesellschaft.

## Veröffentlichungen (Auswahl)
- Margit Legler, Andreas Helm, Reinhold Kubik: Barocke Tänze und ihre musikalische Umsetzung. Hollitzer, Wien 2024, ISBN 978-3-99094-237-6.
- Helmut Brenner, Reinhold Kubik: Mahlers Menschen. Freunde und Weggefährten. Residenz-Verlag, St. Pölten/Salzburg/Wien 2014, ISBN 978-3-7017-3322-4.
- Händels Rinaldo. Geschichte, Werk, Wirkung. Hänssler, Neuhausen-Stuttgart 1982, ISBN 3-7751-0594-8.